# Danske medlemmer af Europa-Parlamentet 2014-2019
Dette er en liste over medlemmer af Europa-Parlamentet for Danmark fra 2014 til 2019, sorteret efter navn. Se Europa-Parlamentsvalg 2014 for valgresultaterne.

## Medlemmer
- Bendt Bendtsen (K / EPP)

Medlem af Europa-Parlamentet siden 2009. Her sidder han i Udvalget for Industri, Forskning og Energi og er desuden stedfortræder i Udvalget for International Handel. 
Bendt Bendtsen var fra 1994-2009 medlem af Folketinget for Konservative, og fra 2000-2008 var han formand for partiet. Fra 2001-2008 bestred han posterne som vicestatsminister og Økonomi- og Erhvervsminister.Bendt Bendtsen blev uddannet politiassistent i 1980 og senere kriminalassistent i 1984. 
- Jeppe Kofod (S / S&D)

Valgt til Europa-Parlamentet ved valget i 2014. Her sidder han i Udvalget for Industri, Forskning og Energi og er stedfortræder i Økonomi- og valutaudvalget. Derudover er han næstformand for Delegationen for Forbindelserne med De Forenede Stater.
Jeppe Kofod har siddet i Folketinget for Socialdemokraterne fra 1998-2014. Han har været udenrigspolitisk ordfører fra 2001-2014, næstformand for Socialdemokraternes folketingsgruppe fra 2003-2005 og medlem af en række udvalg, heriblandt Forsvarsudvalget, Udenrigsudvalget og Europaudvalget. Jeppe Kofod har også været næstformand og formand for Det Udenrigspolitiske Nævn. Han har en mastergrad i offentlig administration fra Harvard Universitet fra 2007. 
- Christel Schaldemose (S / S&D)

Har siddet i Europa-Parlamentet siden 2006, hvor hun afløste Henrik Dam Kristensen.Hun sidder i Udvalget om det Indre Marked og Forbrugerbeskyttelse og er stedfortræder i Udvalget om Miljø,Folkesundhed og Fødevaresikkerhed.
Før Christel Schaldemose blev Medlem af Europa-Parlamentet arbejdede hun blandt andet som forbundskonsulent i AOF Danmark og som sekretariatsleder for Dansk Folkeoplysnings Samråd. Hun har desuden været formand for DSU Søndersø og DSU Fyns Amt og medlem af DSU's hovedbestyrelse. Christel Schaldemose har en kandidat i historie fra Syddansk Universitet. 
- Ole Christensen (S / S&D)

Medlem af Europa-Parlamentet siden 2004. Han sidder i Udvalget for Beskæftigelse og Sociale Anliggender og er stedfortræder i Fiskeriudvalget.
Ole Christensen blev uddannet merkonom i 1984. Før han blev valgt ind i Europa-Parlamentet, har han blandt andet arbejdet som erhvervskonsulent og arbejdsmarkedskonsulent, og så har han har været borgmester i Brovst Kommune fra 1998-2002. Han har desuden været viceborgmester, formand for Beskæftigelsesudvalget og Socialudvalget i Brovst Kommune og næstformand i Arbejdsmarkedsrådet Nordjylland. 
- Morten Messerschmidt (DF / ECR)

Har siddet i Europa-Parlamentet siden 2009. Her er han medlem af Udvalget for Konstitutionelle Anliggender og stedfortræder i Økonomi- og valutaudvalget og i Udvalget for Industri, Forskning og Energi. 
Morten Messerschmidt har siddet i Folketinget for Dansk Folkeparti fra 2005-2009, hvor han var EU-ordfører og energiordfører. Han blev uddannet cand.jur. fra Københavns Universitet i 2009. 
- Anders Primdahl Vistisen (DF / ECR)

Valgt til Europa-Parlamentet ved valget i 2014. Her er han medlem af Budgetkontroludvalget og stedfortræder i Budgetudvalget samt Udvalget om Borgernes Rettigheder og Retlige og Indre Anliggender.
Anders Primdahl Vistisen har en cand.jur. fra Aarhus Universitet. Han har siden 2012 været ansat ved EFD-gruppen i Europa-Parlamentet som juridisk konsulent for MEP Morten Messerschmidt. 
- Rikke Karlsson (DF / ECR)

Blev valgt til Europa-Parlamentet ved valget i 2014. Her sidder hun i Kultur- og Uddannelsesudvalget og Udvalget for Andragender. 
Rikke Karlsson er uddannet pædagog og har tidligere arbejdet i socialpsykiatrien, som gadearbejder og på børnehjem, undervist i folkeskolen og på efterskoler og været skoleleder på en skole for udsatte børn og unge. Op til valget i 2014 arbejdede hun fuldtid som by- og regionsrådspolitiker, og hun var blandt andet involveret i Rebild-sagen, hvor hun rettede en skarp kritik mod Rebild kommune. 
- Jørn Dohrmann (DF / ECR)

Valgt til Europa-Parlamentet ved valget i 2014. Her sidder han i Udvalget om Miljø, Folkesundhed og Fødevaresikkerhed og er stedfortræder i Udvalget om Landbrug og Udvikling af Landdistrikter. Derudover er han formand for Delegationen for Forbindelserne med Schweiz og Norge, til Det Blandede Parlamentariske Udvalg EU-Island og til Det Blandede EØS-Parlamentarikerudvalg.
Jørn Dohrmann blev i 1988 uddannet mekaniker og har arbejdet som servicetekniker i forskellige lande som Schweiz, Tyskland og Australien for en tysk/schweizisk virksomhed. I 2001 blev han valgt til Folketinget, hvor han var miljøordfører fra 2001-2014 og formand for Udvalget for Fødevarer, Landbrug og Fiskeri fra 2007-2009. 
- Ulla Tørnæs (V / ALDE)

Valgt til Europa-Parlamentet ved valget i 2014. Hun er næstformand for Udvalget om Beskæftigelse og Sociale Anliggender og stedfortræder i Udvalget om det Indre Marked og Forbrugerbeskyttelse.
Ulla Tørnæs har siddet i Folketinget fra 1994-2014. I den tid var hun blandt andet politisk ordfører, undervisningsminister og udviklingsminister. Ulla Tørnæs har læst sprog og jura ved Handelshøjskolen og Københavns Universitet. 
Da hun blev minister i 2016, indtrådte suppleanten Morten Løkkegaard.
- Jens Rohde (V(/RV) / ALDE)

Medlem af Europa-Parlamentet siden 2009. Her sidder han i Landbrugsudvalget og er stedfortræder i Udvalget for Industri, Forskning og Energi.
Jens Rohde var medlem af Folketinget fra 1998 til 2006 og var politisk ordfører fra 2001-2006 og medlem af blandt andet Udenrigspolitisk Nævn, Kulturudvalget, Politisk-Økonomisk Udvalg, Udenrigsudvalget og Udenrigspolitisk Nævn. Han har læst statskundskab og har tidligere arbejdet som journalist og medieunderviser. Jens Rohde skiftede i december til Radikale Venstre.
- Morten Helveg Petersen (RV / ALDE)

Valgt til Europa-Parlamentet ved valget i 2014. Her er han næstformand i Udvalget for Industri, Forskning og Energi og er stedfortræder i Udvalget for Borgerrettigheder.
Morten Helveg Petersen har været folketingsmedlem for Radikale Venstre fra 1998 til 2009, og han har været finansordfører, forsvarsordfører, sikkerhedsordfører og it-ordfører. Morten Helveg Petersen var direktør for Foreningen af Danske Interaktive Medier fra 2009 til 2011. Efter fusionen af Foreningen af Danske Interaktive Medier med Danske Medier i 2011, var han viceadministrerende direktør i Danske Medier indtil 2013. Før han blev valgt til Folketinget var han ansat i Dansk Industri fra 1993-98. Han er uddannet cand.polit. fra Københavns Universitet i 1992. 
- Rina Ronja Kari (N / GUE/NGL)

Medlem af Europa-Parlamentet siden 5. februar 2014, hvor hun overtog Søren Søndergaards plads. Hun er medlem af Budgetkontroludvalget og Udvalget om Beskæftigelse og Sociale Anliggender samt stedfortræder i Økonomi og Valutaudvalget.
Rina Ronja Kari er uddannet cand.soc. i Virksomhedsledelse fra Roskilde Universitet. Hun har arbejdet som organisationskonsulent i en faglig organisation, inden hun blev medlem af Europa-Parlamentet. 
- Margrete Auken (SF / De grønne/EFA)

Medlem af Europa-Parlamentet siden 2004. Her er hun medlem af Udvalget om Miljø, Folkesundhed og Fødevaresikkerhed og Borgerklageudvalget samt næstformand for Parlamentets
Palæstina-delegation.
Margrete Auken er uddannet cand. theol. fra Københavns Universitet i 1971 og har siden 1972 været sognepræst ved Frederiksberg Kirke - på nuværende tidspunkt bestrider hun dog kun 10 % af en stilling ved siden af arbejdet i Parlamentet. Hun har siddet i Folketinget for SF fra 1979-1990 og igen fra 1994-2004.

## Hvor sad de danske medlemmer af Europa-Parlamentet?
De 13 danske europaparlamentarikere er fordelt på seks forskellige politiske grupper i Europa-Parlamentet. Rina Ronja Kari fra Folkebevægelsen mod EU sidder i Den Europæiske Venstrefløjs Fællesgruppe/Nordisk Grønne Venstre. Jeppe Kofod (S), Ole Christensen (S) og Christel Schaldemose (S) sidder i den socialdemokratiske S&D-gruppe mens Margrete Auken (SF) sidder i De Grønnes gruppe. Morten Helveg Petersen (RV) og Jens Rohde (RV) sidder sammen med Morten Løkkegaard (V) i den liberale ALDE-gruppe. Bendt Bendtsen (K) sidder i den konservative og kristendemokratiske EPP-gruppe, og Morten Messerschmidt (DF), Rikke Karlsson (DF), Anders Vistisen (DF) og Jørn Dohrmann (DF) sidder i ECR-gruppen.